# Zoológico de Oregon
O Zoológico de Oregon é um zoológico situado em Portland, no estado de Oregon (Estados Unidos). Inaugurado em 1887, após um criador particular doar seus animais para a cidade, está inserido no Washington Park, em uma área de 260 mil metros quadrados. O Zoológico está aberto todos os dias das 9h30 às 16h30.
Inicialmente, era conhecido como "The Portland Zoo". Ao longo dos anos, expandiu suas instalações e sua coleção de animais, tornando-se um destino popular para famílias e turistas. O zoológico é conhecido por seu compromisso com a conservação e educação, além de seus esforços de preservação de espécies ameaçadas.
Uma curiosidade interessante sobre o Zoológico de Oregon é que ele é conhecido por seu programa de conservação de animais selvagens. Eles estão envolvidos em projetos de reprodução e pesquisa para ajudar a proteger espécies ameaçadas de extinção.